# محمود صلاح (موسيقي)
محمود صلاح هو موسيقي أذربيجاني، ولد في 1960.